# 刘立
刘立（？—3年），汉朝宗室，西汉第十二代梁王。其先祖梁孝王刘武是汉文帝刘恒的次子，参与平定七国之乱。前25年，其父刘嘉死后，刘立袭位梁王，在位二十七年。多次故意杀人，与姑母园子私通，汉成帝、汉哀帝时都要治他的罪，但都没有执行。后来他与汉平帝的外戚卫家合谋，被王莽发现，于公元3年，将刘立废位，徙於汉中，刘立自杀，有子刘永、劉防、劉少公。
| 前任： 刘嘉 | 西汉梁王 前25年—3年 | 繼任： 刘音 |